# Luis Enrique
Luis Enrique Martínez García (n. 8 mai 1970, Gijón, provincia Asturia⁠(d), Spania), cunoscut ca Luis Enrique, este un fotbalist spaniol retras din activitate, care a jucat pe post de mijlocaș sau atacant la echipe ca Barcelona, Real Madrid și Sporting de Gijón B⁠(d). Pe plan internațional, are prezențe la națională pentru Spania U-21, Spania U23⁠(d), Spania și [[:Selecționata de fotbal a Asturiei|]]. După încheierea carierei, a devenit antrenor, și antrenează în prezent pe Paris Saint-Germain FC.
Poziția lui favorită era cea de mijlocaș ofensiv, dar era foarte cunoscut pentru versatilitatea sa, în toată cariera jucând pe toate pozițiile, în afară de cea de fundaș și portar.
A fost un marcator prolific atât pentru club cât și pentru națională, fiind recunoscut pentru rezistență și pentru temperament.
În cariera de antrenor, Luis a condus echipe ca AS Roma, Celta de Vigo și FC Barcelona, precum și naționala Spaniei.

## Goluri internaționale
| #   | Data              | Stadion                                     | Oponent        | Scor | Rezultat | Competiția                                             |
| --- | ----------------- | ------------------------------------------- | -------------- | ---- | -------- | ------------------------------------------------------ |
| 1.  | 2 iulie 1994      | RFK Memorial, Washington, SUA               | Elveția        | 2–0  | 3–0      | Campionatul Mondial de Fotbal 1994                     |
| 2.  | 16 noiembrie 1994 | Sánchez Pizjuán, Sevilla, Spania            | Danemarca      | 3–0  | 3–0      | Preliminariile Campionatului European de Fotbal 1996   |
| 3.  | 17 decembrie 1994 | Constant Vanden Stock, Bruxelles, Belgia    | Belgia         | 1–4  | 1–4      | Preliminariile Campionatului European de Fotbal 1996   |
| 4.  | 4 septembrie 1996 | Svangaskarð, Toftir, Feroe                  | Insulele Feroe | 0–1  | 2–6      | Calificările pentru Campionatul Mondial de Fotbal 1998 |
| 5.  | 13 noiembrie 1996 | Heliodoro Rodríguez López, Tenerife, Spania | Slovacia       | 3–1  | 4–1      | Calificările pentru Campionatul Mondial de Fotbal 1998 |
| 6.  | 11 octombrie 1997 | El Molinón, Gijón, Spania                   | Insulele Feroe | 1–0  | 3–1      | Calificările pentru Campionatul Mondial de Fotbal 1998 |
| 7.  | 11 octombrie 1997 | El Molinón, Gijón, Spania                   | Insulele Feroe | 3–1  | 3–1      | Calificările pentru Campionatul Mondial de Fotbal 1998 |
| 8.  | 24 iunie 1998     | Félix Bollaert, Lens, Franța                | Bulgaria       | 2–0  | 6–1      | Campionatul Mondial de Fotbal 1998                     |
| 9.  | 5 iunie 1999      | El Madrigal, Villarreal, Spania             | San Marino     | 2–0  | 9–0      | Preliminariile Campionatului European de Fotbal 2000   |
| 10. | 5 iunie 1999      | El Madrigal, Villarreal, Spania             | San Marino     | 6–0  | 9–0      | Preliminariile Campionatului European de Fotbal 2000   |
| 11. | 5 iunie 1999      | El Madrigal, Villarreal, Spania             | San Marino     | 7–0  | 9–0      | Preliminariile Campionatului European de Fotbal 2000   |
| 12. | 4 septembrie 1999 | Ernst Happel, Viena, Austria                | Austria        | 1–3  | 1–3      | Preliminariile Campionatului European de Fotbal 2000   |

## Palmares

### Jucător

#### Club
Real Madrid
- La Liga: 1994–95[8]
- Copa del Rey: 1992–93[9]
- Supercopa de España: 1993[10]

Barcelona
- La Liga: 1997–98,[11] 1998–99[12]
- Copa del Rey: 1996–97,[13] 1997–98[14]
- Supercopa de España: 1996[15]
- Cupa Cupelor UEFA: 1996–97[16]
- Supercupa Europei: 1997[17]

#### Internațional
- Jocurile Olimpice de vară: 1992[18]

### Antrenor
Barcelona
- La Liga: 2014–15, 2015–16[19]
- Copa del Rey: 2014–15, 2015–16, 2016–17[19]
- Supercopa de España: 2016[19]
- UEFA Champions League: 2014–15[19]
- Supercupa Europei: 2015[19]
- Cupa Mondială a Cluburilor FIFA: 2015[19]

Paris Saint-Germain
- Ligue 1: 2023–24,[20] 2024–25[21]
- Coupe de France: 2023–24,[22] 2024–25[23]
- Trophée des Champions: 2023,[24] 2024[25]
- UEFA Champions League: 2024–25[26]

### Individual
- La Liga's Breakthrough Player: 1990–91
- ESM Team of the Year: 1996–97
- FIFA 100

## Statistici

### Club
| Club             | Sezon            | Ligă    | Ligă   | Cupă    | Cupă   | Europa  | Europa | Altele  | Altele | Total   | Total  |
| Club             | Sezon            | Meciuri | Goluri | Meciuri | Goluri | Meciuri | Goluri | Meciuri | Goluri | Meciuri | Goluri |
| ---------------- | ---------------- | ------- | ------ | ------- | ------ | ------- | ------ | ------- | ------ | ------- | ------ |
| Sporting Gijón   | 1989–90          | 1       | 0      | -       | -      | -       | -      | -       | -      | 1       | 0      |
| Sporting Gijón   | 1990–91          | 35      | 14     | 9       | 3      | -       | -      | -       | -      | 44      | 17     |
| Sporting Gijón   | Total            | 36      | 14     | 9       | 3      | 0       | 0      | 0       | 0      | 45      | 17     |
| Real Madrid      | 1991–92          | 29      | 4      | 6       | 1      | 6       | 0      | -       | -      | 41      | 5      |
| Real Madrid      | 1992–93          | 34      | 2      | 6       | 0      | 8       | 1      | -       | -      | 48      | 3      |
| Real Madrid      | 1993–94          | 28      | 2      | 4       | 1      | 6       | 0      | 2       | 0      | 40      | 3      |
| Real Madrid      | 1994–95          | 35      | 4      | 2       | 0      | 6       | 0      | -       | -      | 43      | 4      |
| Real Madrid      | 1995–96          | 31      | 3      | 0       | 0      | 8       | 0      | 2       | 0      | 41      | 3      |
| Real Madrid      | Total            | 157     | 15     | 18      | 2      | 34      | 1      | 4       | 0      | 213     | 18     |
| Barcelona        | 1996–97          | 35      | 17     | 7       | 1      | 7       | 0      | 2       | 0      | 51      | 18     |
| Barcelona        | 1997–98          | 34      | 18     | 6       | 3      | 6       | 4      | 1       | 0      | 47      | 25     |
| Barcelona        | 1998–99          | 26      | 11     | 3       | 0      | 3       | 1      | 2       | 0      | 34      | 12     |
| Barcelona        | 1999–2000        | 19      | 3      | 5       | 3      | 7       | 6      | 2       | 0      | 33      | 12     |
| Barcelona        | 2000–01          | 28      | 9      | 4       | 1      | 9       | 6      | -       | -      | 41      | 16     |
| Barcelona        | 2001–02          | 23      | 5      | 0       | 0      | 15      | 6      | -       | -      | 38      | 11     |
| Barcelona        | 2002–03          | 18      | 8      | 0       | 0      | 8       | 2      | -       | -      | 26      | 10     |
| Barcelona        | 2003–04          | 24      | 3      | 1       | 0      | 5       | 2      | -       | -      | 30      | 5      |
| Barcelona        | Total            | 207     | 73     | 26      | 8      | 60      | 27     | 7       | 0      | 300     | 109    |
| Totalul carierei | Totalul carierei | 400     | 102    | 53      | 13     | 94      | 28     | 11      | 0      | 558     | 144    |

### Internațional
| Spania | Spania  | Spania |
| An     | Meciuri | Goluri |
| ------ | ------- | ------ |
| 1991   | 1       | 0      |
| 1992   | 0       | 0      |
| 1993   | 2       | 0      |
| 1994   | 9       | 3      |
| 1995   | 8       | 0      |
| 1996   | 9       | 2      |
| 1997   | 4       | 2      |
| 1998   | 8       | 1      |
| 1999   | 8       | 4      |
| 2000   | 3       | 0      |
| 2001   | 5       | 0      |
| 2002   | 5       | 0      |
| Total  | 62      | 12     |

### Antrenorat
La 6 decembrie 2022.
| Echipă      | Început           | Sfârșit          | Record | Record | Record | Record | Record |
| Echipă      | Început           | Sfârșit          | M      | V      | E      | Î      | Win %  |
| ----------- | ----------------- | ---------------- | ------ | ------ | ------ | ------ | ------ |
| Barcelona B | 26 mai 2008       | 8 iunie 2011     | 124    | 59     | 40     | 25     | 47,6   |
| Roma        | 8 iunie 2011      | 13 mai 2012      | 42     | 17     | 9      | 16     | 40,5   |
| Celta       | 8 iunie 2013      | 17 mai 2014      | 40     | 15     | 7      | 18     | 37,5   |
| Barcelona   | 19 mai 2014       | 29 mai 2017      | 181    | 138    | 22     | 21     | 76,2   |
| Spania      | 9 iulie 2018      | 26 martie 2019   | 8      | 6      | 0      | 2      | 75     |
| Spania      | 19 noiembrie 2019 | 8 decembrie 2022 | 39     | 20     | 14     | 5      | 51,3   |
| Total       | Total             | Total            | 434    | 255    | 92     | 87     | 58,8   |